# Heinrich Wagner (Kartograf)
Heinrich Wagner (* 13. Mai 1846; † 21. November 1921 in Leipzig) war ein deutscher Kartograf.

## Leben
Heinrich Wagner war der erste Sohn Eduard Wagners. Er wurde im väterlichen Betrieb zum Lithografen ausgebildet. Er arbeitete bei der Firma F. A. Brockhaus in Leipzig und lernte dort Ernst Debes kennen.
Ab 1872 führten sie zusammen die Darmstädter Firma Eduard Wagner unter dem Namen „H. Wagner & E. Debes“ weiter. Nachdem der Baedeker-Verlag, einer der Hauptauftraggeber der Firma, seinen Firmensitz vollständig von Koblenz nach Leipzig verlegt hatte, wurde auch die lithographischen Anstalt am 1. Januar 1873 nach Leipzig verlegt, Eduard Wagner zog sich aus dem Geschäftsleben zurück und Heinrich Wagner wurde neuer Leiter der Firma.
1902 traten seine beiden Söhne Eduard (* 1876) und Carl Wagner (* 2. Januar 1871) ins Unternehmen ein, gemeinsam mit Ernst Debes’ Sohn Eugen Debes (* 1875). Der Kartennetzentwurfsentwickler Karlheinz Wagner ist ein Enkel von Heinrich Wagner.

## Karten und Atlanten
- Karten und Pläne für die Baedeker-Reiseführer
- Karten zu Karl Wolffs historischem Atlas für den Verlag Dietrich Reimer in Berlin
- Physikalisch-Statistischer Atlas des Deutschen Reiches von Oscar Peschel im Verlag von Velhagen & Klasing
- Karten und Pläne für den Palästina-Verein
- Leeder-Schulwandkarten für G. D. Baedeker in Essen
- Geschichtswandkarten für den Verlag Robert Voigtländer in Kreuznach
- Drei Ausgaben des Woldermannschen plastischen Schulatlasses im Verlag von P. Eckerlein in Leipzig
- Missionsatlanten für die Vereinsbuchhandlung Stuttgart
- Karten zu Supans geographischem Lehrbuch „Grundzüge der physischen Erdkunde“ im Verlag von Veit & Co. in Leipzig
- Karten zum Atlas des Atlantischen Ozeans und des Indischen Ozeans der Deutschen Seewarte in Hamburg
- Kartenbeilagen zu Seydlitz' „Geographischem Lehrbuch“ im Verlag von Ferdinand Hirt & Sohn in Leipzig
- Karten zu „Taneras Erzählungen aus dem Siebziger Krieg“ im Verlag von C. H. Beck in Nördlingen